# أركاديا (فلوريدا)
أركاديا (بالإنجليزية: Arcadia) هي مدينة أمريكية تقع في ولاية فلوريدا. تبلغ مساحة هذه المدينة 10.5 (كم²)،ويبلغ عدد سكانها 6604 نسمة حسب إحصاء سنة 2010 م 6604.تشير إحصاءات سنة 2000م بأن الكثافة السكانية في هذه المدينة تقدر بـ(629) نسمة/كم2 

## أعلام
- براد سكوت
- جاي غارنر
- إيرني كلارك